# N163a (België)
De N163a is een verbindingsweg in België bij Stabroek tussen de A12 en de N114. De weg heeft een lengte van ongeveer 400 meter.
Het verkeer kan alleen van deze weg gebruiken komend vanuit het zuiden over de A12 en dan Stabroek in willen gaan. Vanuit Stabroek kan via deze weg alleen vervolgens naar het noorden over de A12 gereden worden.